# Mica trioctaedral
Mica trioctaedral és com s'anomena un subgrup de minerals important dins de les miques, on hi ha tres cations D octaèdricament coordinats per unitat de fórmula: AD₃T₄O10(OH,F)₂, en què normalment A és majoritàriament K o Na, D és Al, Mg, Li, Fe, etc.; i T és majoritàriament Si +/- Al, etc.
El grup està format per fins a trenta espècies minerals: aspidolita, balestraïta, efesita, garmita, hendricksita, kreiterita, lepidolita, masutomilita, norrishita, orlovita, polilitionita, preiswerkita, xirokxinita, shirozulita, sokolovaïta, suhailita, tainiolita, trilitionita, wonesita i la ja desacreditada zinnwaldita, a més de les espècies que integren el grup de la biotita. Totes aquestes espècies cristal·litzen en el sistema monoclínic excepte l'efesita, que cristal·litza en el sistema triclínic.
| Espècie      | Fórmula                              |
| ------------ | ------------------------------------ |
| Aspidolita   | NaMg₃(AlSi₃O10)(OH)₂                 |
| Balestraïta  | KLi₂V5+Si₄O₁₂                        |
| Biotita      | 10 espècies                          |
| Efesita      | LiNaAl₂(Si₂Al₂)O10(OH)₂              |
| Garmita      | CsLiMg₂(Si₄O10)F₂                    |
| Hendricksita | KZn₃(Si₃Al)O10(OH)₂                  |
| Kreiterita   | CsLi₂Fe3+(Si₄O10)F₂                  |
| Lepidolita   | KLi₂[(F,OH)₂/Si₄O10]                 |
| Masutomilita | (K,Rb)(Li,Mn3+,Al)₃(AlSi₃O10)(F,OH)₂ |
| Norrishita   | KLiMn₂3+(Si₄O10)O₂                   |
| Orlovita     | KLi₂Ti(Si₄O10)OF                     |

| Espècie       | Fórmula                               |
| ------------- | ------------------------------------- |
| Polilitionita | KLi₂Al(Si₄O10)(F,OH)₂                 |
| Preiswerkita  | NaMg₂Al(Al₂Si₂O10)(OH)₂               |
| Xirokxinita   | KNaMg₂(Si₄O10)F₂                      |
| Shirozulita   | KMn2+₃(Si₃Al)O10(OH)₂                 |
| Sokolovaïta   | CsLi₂Al(Si₄O10)F₂                     |
| Suhailita     | (NH₄)Fe2+₃(AlSi₃O10)(OH)₂             |
| Tainiolita    | KLiMg₂(Si₄O10)F₂                      |
| Trilitionita  | K(Li1.5Al1.5)(AlSi₃O10)(F,OH)₂        |
| Wonesita      | (Na,K,◻)(Mg,Fe,Al)₆(Si,Al)₈O20(OH,F)₄ |
| Zinnwaldita   | KLiFe2+Al(AlSi₃O10)(F,OH)₂            |

Als territoris de parla catalana només ha estat trobada la flogopita. Ha estat citada a la mina Victòria, a la Vall d'Aran, així com al Cap de Creus i a la pedrera de Rialls, a Tordera (Maresme). També se n'ha trobat a la Catalunya del Nord: a la Fossa del Gegant (Fontpedrosa, Conflent), a les mines de Costabonna (Prats de Molló i la Presta, Vallespir), a la Balma (Montboló, Vallespir) i al Correc de la Descarga i les mines de Batera (Cortsaví, Vallespir).